# راندال برينيس
راندال برينيس مويا (بالإنجليزية : Randall Brenes Moya) لاعب كرة قدم كوستاريكي، يلعب في نادي سي أس كارتاهينيس الكوستاريكي ومنتخب كوستاريكا لكرة القدم المشارك في بطولة كأس العالم 2014 المقامة في البرازيل .

## روابط خارجية
- راندال برينيس على موقع الاتحاد الدولي (مؤرشف)  (الإنجليزية)
- راندال برينيس على موقع قاعدة بيانات كرة القدم.إي يو (الإنجليزية)
- راندال برينيس على موقع ناشيونال فوتبول تيمز (الإنجليزية)
- راندال برينيس على موقع Soccerway.com (الإنجليزية)
- راندال برينيس على موقع كووورة
- راندال برينيس على موقع AS.com (الإسبانية)